# 细齿巨蟹蛛
细齿巨蟹蛛（学名：Heteropoda spiculata）为巨蟹蛛科巨蟹蛛属的动物。在中国大陆，分布于云南等地。该物种的模式产地在云南昆明。